# Marrakech Express (film, 1998)
Pour les articles homonymes, voir Marrakech Express.
Pour plus de détails, voir Fiche technique et Distribution.
Marrakech Express (Hideous Kinky) est un film britannique réalisé par Gillies MacKinnon, adapté du roman semi-autobiographique  Hideous Kinky d'Esther Freud et sorti en salles en 1998.

## Synopsis
En 1972, pour fuir un mariage raté, Julia, une Anglaise de 25 ans démarre une formation soufie à Marrakech. Sans le sou, en quête de spiritualité, le quotidien de Julia et de ses deux jeunes filles est plutôt difficile. Julia rencontre Bilal, un jeune Marocain au passé mystérieux auquel, petit à petit, elle s'attache...

## Fiche technique
- Titre : Marrakech Express
- Titre original : Hideous Kinky
- Réalisation : Gillies MacKinnon
- Scénario : Billy MacKinnon, d'après le roman Hideous Kinky d'Esther Freud
- Musique : John E. Keane
- Direction artistique : Jon Henson
- Décors : Pierre Gompertz et Louise Marzaroli
- Costumes : Kate Carin
- Photographie : John de Borman
- Son : Bruno Charier
- Montage : Pia Di Ciaula
- Production : Ann Scott
- Sociétés de production :The Film Consortium (Londres), British Broadcasting Corporation, AMLF, Greenpoint Films et L Films (Paris)
- Sociétés de distribution : AMLF (France), Stratosphere Entertainment (États-Unis)
- Budget : 3,2 millions £[1]
- Pays d'origine :  Royaume-Uni,  France
- Langues originales : anglais, français et arabe
- Format : couleur — 35 mm — 2,35:1 — son Dolby SR
- Genre : drame, romance
- Durée : 100 minutes[2]
- Dates de sortie : 
  - France : présentation au Festival du film britannique de Dinard le 2 octobre 1998, sortie nationale le 13 janvier 1999
  - Royaume-Uni : présentation au Festival du film de Londres le 17 novembre 1998, sortie nationale le 5 février 1999
  - États-Unis : sortie limitée le 16 avril 1999
- Classifications[2],[3] : 
  - (en) Classification BBFC : interdit aux moins de 15 ans
  - (en-US) Classification MPAA : R (Restricted) (certificat #36332)
  - (fr) Classification et visa CNC : tous publics, Art et essai (visa d'exploitation no 93099 délivré le 30 novembre 1998)

## Distribution
- Kate Winslet (VF : Marie-Laure Dougnac) : Julia
- Saïd Taghmaoui : Bilal
- Bella Rizza : Bea
- Carrie Mullan (VF : Marie Sambourg) : Lucy
- Pierre Clémenti : Santoni
- Sira Stampe : Eva
- Abigail Cruttenden : Charlotte
- Kevin McKidd : Henning

 Source et légende : version française (VF) sur RS Doublage

## Sortie et accueil

### Réception critique
En France, l'accueil de la presse du long-métrage s'avère mitigé avec une moyenne de 2,9/5 sur le site AlloCiné, pour neuf critiques collectées.

### Box-office
Le film ne rencontre pas le succès commercial au box-office, ne rapportant que 4 976 099 $ de recettes mondiales, dont 1 368 627 $ aux États-Unis. 
Le long-métrage totalise 44 715 entrées en France, 168 449 entrées au Royaume-Uni et 304 459 entrées en Allemagne.

### Exploitation ultérieure
Le film est diffusé pour la première fois à la télévision sur Canal + le 27 avril 2000 et rediffusé quatre fois sur la chaîne cryptée entre le 2 et le 12 mai 2000 avant de connaître sa première diffusion en clair sur M6 en prime time le 23 août 2001, où il totalisa 1,2 million de téléspectateurs et une part de marché de 6,9%. Après une nouvelle diffusion sur M6 en troisième partie de soirée le 4 octobre 2004, Marrakech Express est depuis relativement peu diffusé par la suite sur le petit écran.
Peu après le long-métrage est sorti en DVD le 24 octobre 2001, publié par Pathé.